# George Washington Williams
George Washington Williams. (Bedford Springs, Pennsilvània, 16 d'octubre de 1849 - Blackpool, Regne Unit, 2 d'agost de 1891), fou un jurista, historiador, clergue i polític estatunidenc de raça negra, que va ser el primer a escriure una obra documentada sobre la història dels ciutadans negres dels Estats Units.

## Biografia
Va participar en la Guerra Civil Americana, encara que va acabar per desertar i marxar a Mèxic on es va allistar per combatre contra Maximilià I. Retornà al seu país el 1867, i s'incorporà a la Universitat Howard per a nord-americans de raça negra, a Washington. El 1874, va ser ordenat ministre de l'església Newton Theologial Institution, servint com a pastor en diverses destinacions. Alhora, va publicar diversos articles i notes breus en diferents diaris. Es va graduar en lleis a Ohio i va ser el primer membre negre de la Cambra de Representants de l'esmentat estat.
Aficionat a la història, al llarg de diversos anys (1868-1881) va recopilar informació relativa a la presència negra al seu país, des dels seus trasllats com a esclaus procedents de l'Àfrica, els seus treballs i condicions de vida abans de la guerra, fins a les conseqüències posteriors. L'àmplia documentació que manejava estava formada per fonts primàries com ara arxius de titulars de grans propietats, diaris de bord de vaixells negrers, minutes de càrrega, venda i transport d'esclaus, actes i registres oficials de diversos estats i fins a un nodrit material compost d'anuncis i articles de premsa. Amb tot això va escriure la que es considera la primera història dels negres als Estats Units realitzada de manera sistemàtica, seguint la historiografia més estricta i objectiva, i que amb el títol de The History of the Negro Race in America 1619-1880, va ser publicada el 1882.
El 1888 va publicar la seva segona obra històrica, A History of Negro Troops in the War of Rebellion, basada en multitud de testimonis dels combatents de raça negra durant la guerra civil que traslladà dels materials de treball previs gairebé al peu de la lletra.
Va continuar la seva tasca com a historiador, conferenciant i jurista. En la dècada del 1880 es va interessar pel projecte del rei Leopold II de Bèlgica, sobre la creació d'un Estat lliure al congo. Després d'acudir a l'esmentat territori el 1890 i conèixer les atrocitats que es perpetraven contra els nadius de la zona, va dedicar els seus esforços per donar a conèixer la situació als Estats Units i va ser el primer occidental en denunciar els fets. Famosa va ser la seva missiva al rei titulada Carta oberta a Sa Serena Majestat Leopold II, Rei dels Belgues i Sobirà de l'Estat Independent del Congo, on denunciava les atrocitats que es cometien i el tracte brutal i inhumà que es donava als pobladors, denunciant igualment a l'explorador de renom i a periodista Henry Morton Stanley, contractat pel rei al Congo. Fins i tot va arribar a demanar la creació d'una comissió que investigués els fets.
Durant el viatge de tornada als Estats Units va morir al vaixell que el transportava durant la seva escala a Anglaterra.